# 拜奈代克·蒂博尔
拜奈代克·蒂博尔（匈牙利語：Benedek Tibor，1972年7月12日—2020年6月18日），匈牙利男子水球运动员。他曾代表匈牙利参加1992年、1996年、2000年、2004年和2008年夏季奥林匹克运动会水球比赛，共获得三枚金牌。